# Kara Győző
Kara Győző (Bonyhád, 1860. november 25. – Arad, 1942. június 26.) magyar irodalmár és történész, tankönyvíró, műfordító. Nevelt fia Magyari Bertalan fül-orr-gégész szakorvos.

## Életútja
A szabadkai főgimnáziumban érettségizett (1880), a Budapesti Egyetemen szerzett történelem–latin szakos diplomát (1885). Tanári pályáján 1891-ben került az aradi főgimnáziumba, ahol nyugdíjazásáig (1936) tanított. Ő rendezte az iskola Orczy–Vásárhelyi könyvtárát, nyugdíjas korában pedig a Kultúrpalota Csányi-levéltárát. Tagja volt a Kölcsey Egyesületnek, felolvasásait az egyesület évkönyvei őrzik.
Forrás- és dokumentumközléseken, szótár- és tankönyvszerkesztésen, kortörténeti táblákon kívül szívesen foglalkozott helytörténettel, így feldolgozta az 1848–49-es forradalom és szabadságharc idején Aradon szerepet játszott Fábián Gábor műfordítói tevékenységét és Csiky Gergely tanulókorát. Az 1899-es évfordulón irányult figyelme az aradi vértanúkra, gyűjteni kezdte a rájuk vonatkozó – mindmáig kéziratban maradt – adatokat. Részt vett a vesztőhelyen végzett 1913-as régészeti ásatásokon, majd 1932–33-ban ő vezette a kivégzés helyén maradt öt vértanú földi maradványainak feltárását.
A helybeli lapok állandó munkatársa tárcacikkekkel és versfordításokkal németből, románból. Figyelmet érdemelnek az Aradi Hírlap, Aradi Közlöny és a Nagyváradi Napló hasábjain 1923-ban megjelent Eminescu-tolmácsolásai.

## Művei
- A Bibics alap története. 1 képpel. Arad, 1896.[1]
- Az aradi gyásznap. Arad, 1899.[2]
- Kortani táblák Magyarország történetéhez. Arad, 1910. 127 l.[3]
- Kortani táblák az egyetemes történethez. 1. rész. Ókor. 1911. 120 l.[4]
- A Habsburg-Lothringen uralkodóház ősanyja. Erzsébet Sarolta orleansi hercegnő. Arad, 1911.[5]

Másokkal szerkesztett műve:
- Burián János – Kara Győző – Székely István – Wirth Gyula: Stilusgyakorlatok Stallustiushoz, Ciceróhoz és Vergiliushoz. A gimnázium VII. osztálya számára. budapest, 1908. Lampel R. r.-t.[6]